# Riez
Riez (provansalsko Riés) je naselje in občina v jugovzhodnem francoskem departmaju Alpes-de-Haute-Provence regije Provansa-Alpe-Azurna obala. Leta 1999 je naselje imelo 1.667 prebivalcev.

## Geografija
Kraj leži v pokrajini Visoki Provansi ob rečici Colostre in njenem pritoku Auvestre, 40 km južno od Digne-les-Bainsa.

## Administracija
Riez je sedež istoimenskega kantona, v katerega so poleg njegove vključene še občine Allemagne-en-Provence, Esparron-de-Verdon, Montagnac-Montpezat, Puimoisson, Quinson, Roumoules, Sainte-Croix-de-Verdon in Saint-Laurent-du-Verdon s 5.037 prebivalci.
Kanton je sestavni del okrožja Digne-les-Bains.

## Zgodovina
Riez je bil v predrimskem obdobju središče ligurskega plemena Reii, po katerem naj bi dobilo tudi ime, prvotno Alebaece Reiorum, kasneje Reii Appolinares, izhajajoč od Apolonovega templja, od katerega so ohranjeni korintski stebri. Ime se je v 8. stoletju razvilo v Regium, v 11. stoletju poznano kot Regina.
Riez je sredi 5. stoletja postal sedež škofije, ki se je ohranila vse do francoske revolucije. Ukinjena je bila 29. novembra 1801, njeno ozemlje pa je pripadlo škofiji Digne-les-Bains. Iz obdobja zgodnjega krščanstva je ohranjena krstilnica, zgrajena nedaleč stran od zdravilnih voda, posvečenih Asklepiju; po slednjih je Riez slovel še v 19. stoletju. Prvotna katedrala je bila zgrajena na tleh večje rimske zgradbe iz 1. do 2. stoletja, uničena ob koncu 15. stoletja. Sedanja manjša katedrala je posvečena Marijinemu vnebovzetju. 

## Zanimivosti
Kraj se nahaja v središču regijskega parka Verdon.
- krstilnica iz 4. do 5. stoletja, v njej se nahaja manjši arheološki muzej z ohranjeno zbirko nekaterih rimskih napisov, predmeti iz nekdanje prvotne katedrale
- ostanki štirih korintskih stebrov z arhitravom,
- stari del Rieza z ohranjeno arhitekturo Visoke Provanse.

## Pobratena mesta
- Magliano Alfieri (Piemont, Italija);